# Naturpark Jauerling–Wachau

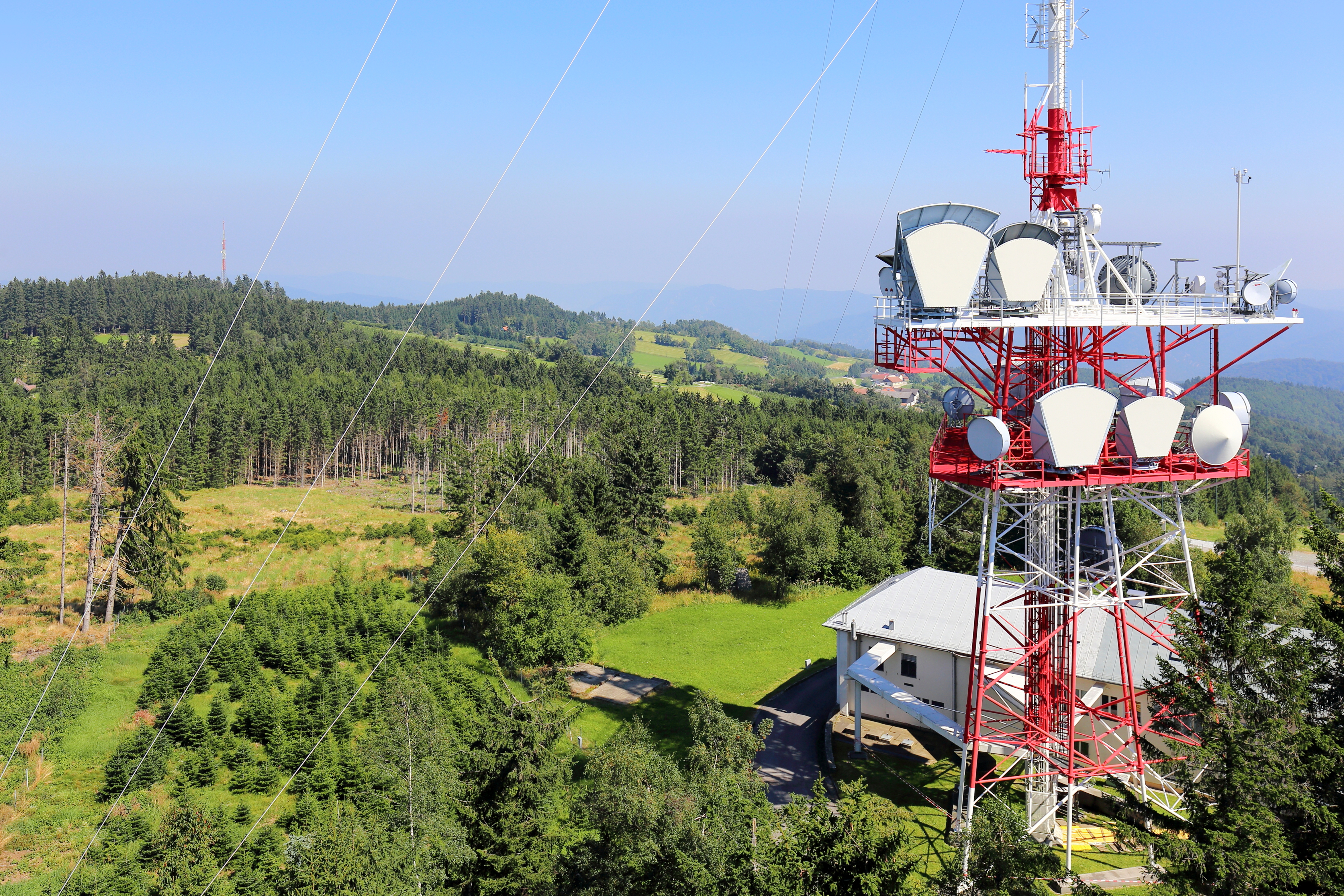
Blick von der Aussichtswarte über das Jauerling-Plateau Richtung Nordost

Der Naturpark Jauerling–Wachau liegt am nordwestlichen Ufer der Donau in Niederösterreich. Der Naturpark reicht vom Donauufer bis zum Gipfel des Jauerling im Waldviertel. Der Naturpark ist in den Gemeinden Aggsbach Markt, Emmersdorf, Maria Laach, Mühldorf, Raxendorf, Spitz an der Donau und Weiten gelegen und wurde 1983 geschaffen. Das Gebiet mit einer Größe von 11.558 ha ist geprägt als Kulturlandschaft, überwiegend Wein- und Obstbau in den tieferen Lagen und Forstwirtschaft in den höheren Lagen.

## Natürliche Sehenswürdigkeiten
Im Nationalparkgebiet gibt es unterschiedliche Naturräume wie Feuchtwiesen, Halbtrockenrasen und ausgedehnte Waldgebiete. Der Bereich der sonnigen Hanglagen über der Donau ist der Lebensraum der Smaragdeidechse.

## Errichtete Sehenswürdigkeiten
Im Bereich des Jauerlinggipfels gibt es eine Aussichtswarte und etwas nördlich davon ein Naturparkhaus. In Spitz an der Donau gibt es die Naturpark-BIOthek und in Maria Laach einen Bauernladen.